# Le Huron
Le Huron ist eine Opéra-comique (Originalbezeichnung: „Comédie mêlée d’ariettes“ bzw. „Comédie mise en musique“) in zwei Akten des französischen Komponisten André-Ernest-Modeste Grétry. Das Libretto stammt von Jean-François Marmontel und basiert auf dem Roman L’Ingénu von Voltaire. Die Uraufführung fand am 20. August 1768 im Hôtel de Bourgogne der Comédie-Italienne in Paris statt. Das Werk ist dem Grafen Creutz gewidmet.

## Handlung
Bei dem Huronen handelt es sich um einen Indianer aus dem gleichnamigen Stamm. Dieser wird von den Engländern während eines Krieges gefangen genommen und aus seiner kanadischen Heimat nach Europa verschleppt. Auf Umwegen kommt er in die Bretagne, wo er von dortigen Bewohnern mit indianischen Wurzeln als Verwandter erkannt wird. Daraufhin wird er als Franzose eingebürgert, worauf er so stolz ist, dass er auch in die Armee eintreten und für Frankreich gegen England kämpfen will. Außerdem verliebt er sich in eine hübsche Bretonin. Nach mancherlei Verwirrungen kommt es schließlich zu einem guten Ende. Der Indianer heiratet seine Bretonin, und die beiden werden ein glückliches Paar.

## Besetzung
Die Orchesterbesetzung der Oper enthält die folgenden Instrumente:
- Holzbläser: zwei Flöten (2. auch Piccolo), zwei Oboen, zwei Klarinetten, zwei Fagotte
- Blechbläser: zwei Hörner
- Pauken
- Streicher

Wie bei der Opéra-comique üblich, enthält das Werk gesprochene Dialoge. Die Partie des Huronen ist diffizil. Der Sänger muss 35 Mal das hohe g bewältigen und sowohl lebhafte als auch lyrische Abschnitte gestalten können. Er hat sieben Arien und ist zudem an einem Duett, einem Quartett und einen „duo concerté de chœurs“ beteiligt. Insgesamt gibt es 19 gesungene Musiknummern.

## Weitere Anmerkungen

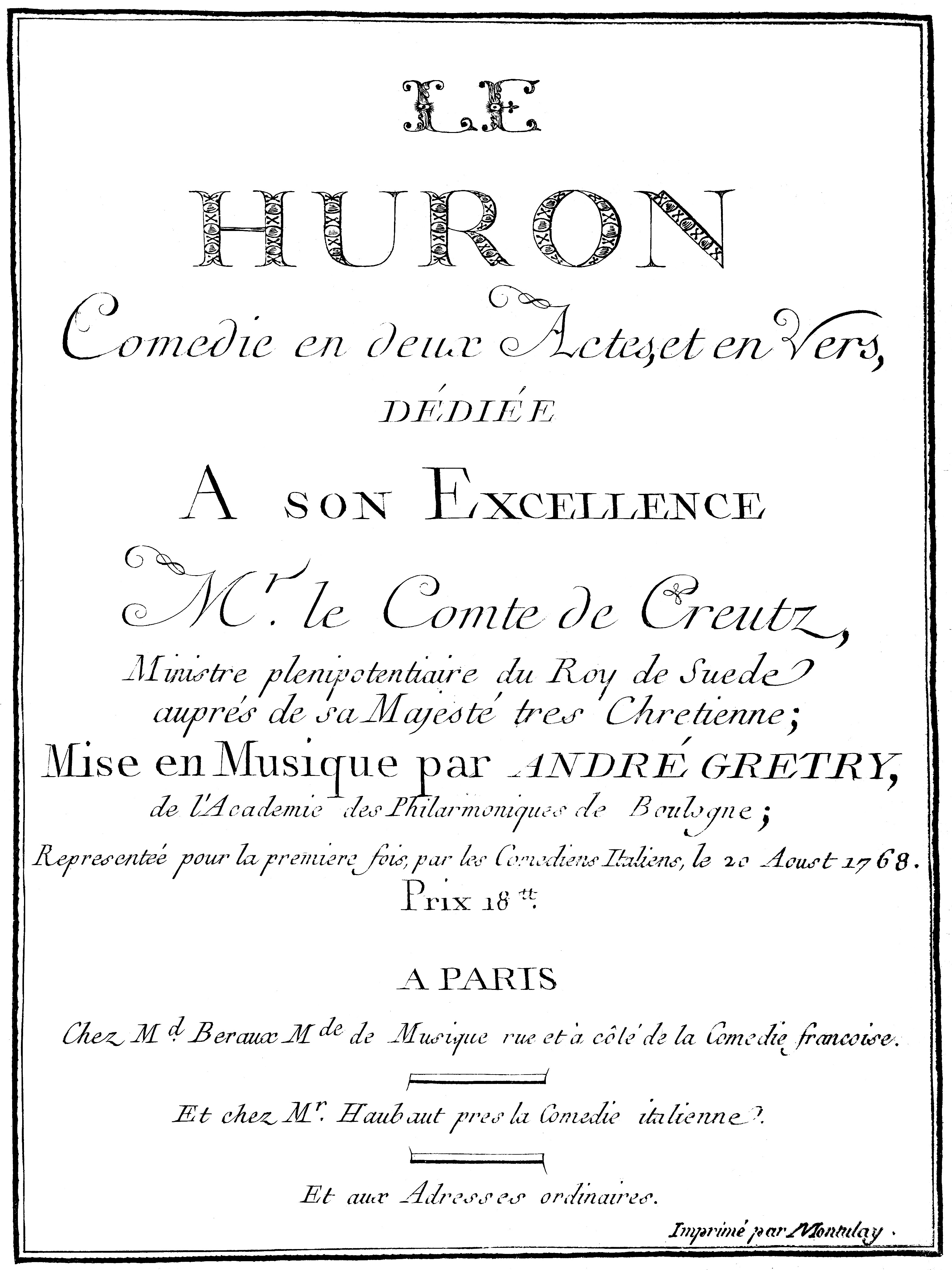
Titelblatt der Partiturausgabe

Im Unterschied zum Roman L’Ingénu von Voltaire gibt es in der Oper ein Happy End. Der Roman endet dagegen dramatisch und unglücklich. Es gibt keine Hochzeit, sondern den Selbstmord der Braut, und der Indianer bleibt ein Außenseiter.
Die Hauptdarsteller der Uraufführung am 20. August 1768 waren Joseph „Giuseppe“ Caillot (Le Huron), Marie-Thérèse Laruette-Villette (Fräulein von St. Yves), Cathérine-Ursule Billioni-Bussa (Fräulein von Kerkabon), Jean-Louis Laruette (Gilotin) und Jean-Baptiste Guignard „Clairval“ (Offizier).
Die Oper war zunächst erfolgreich. Zwischen 1770 und 1785 wurde sie 111 Mal aufgeführt. Es folgten auch Aufführungen außerhalb Frankreichs wie z. B. in Amsterdam (1768), Lüttich und Kopenhagen (1769), Kassel (1783) und Parma (1787). In einer von Carl Ludwig Reuling verfassten deutschen Version wurde die Oper in Wien (1770, 1776 und 1783), Prag (1770), Frankfurt a. M. (1772), Mainz (1776) und Bonn (1783) gespielt. Im Jahr 1780 wurde in Kopenhagen auch eine dänische Version gespielt. Im Lauf der folgenden Jahre und Jahrzehnte verschwand die Oper von den Spielplänen der Opernhäuser.

## Neuinszenierungen
In den Jahren 2010 und 2011 gab es unter der Leitung von Julien Dubruque Aufführungen des Werks in der Abbaye de Bourgueil (Frankreich) und am Théâtre Adyar in Paris. Im August 2013 kam die Oper aus Anlass des 200. Todestages des Komponisten im Solothurner Schloss Waldegg zur Aufführung. Es spielte das Klangensemble „Cantus Firmus“ unter der Leitung von Andreas Reize.

## Digitalisate
- Le Huron: Noten und Audiodateien im International Music Score Library Project
- Partitur, Paris. Digitalisat bei Gallica
- Libretto (französisch), Amsterdam 1768. Digitalisat bei Google Books
- Libretto (französisch), Paris 1770. Digitalisat bei Google Books